# Josep María Rius
Josep María Rius (Barcelona, 4 de noviembre de 1954) escritor e ilustrador español, también conocido por su seudónimo Joma.

## Biografía
Aborigen de Barcelona. Es licenciado en Ciencias de la información (Periodismo), graduado en Historia en la Universidad Autónoma de Barcelona y diseñador gráfico por la Escuela de Artes Aplicadas y Oficios Artísticos de Barcelona
Comienza su carrera profesional como ilustrador publicando dibujos en revistas de humor. Más tarde colaboró, y colabora como dibujante en otras publicaciones especializadas y periódicas, como es Tele/eXpres (Desaparecido) y el Diario de Barcelona o en las revistas Cavall Fort, El Jueves, El Cuervo, El Papus, Kung Fu, L’Hora, Mata Ratos, L’Infantil TRezevents, Oriflama, Amb Potes Rosses y Serra d’Or http://www.pamsa.cat/pamsa/revista/sdo.html Archivado el 17 de enero de 2012 en Wayback Machine.. También ha trabajado en publicaciones especializadas en literatura infantil.
Ha ilustrado libros con textos propios y de otros autores.
En la actualidad continúa su participación con varios periódicos y revistas de humor del país, mientras que se sumerge en el proyecto “Viaje incesante”.

## Premios
- La obra “Feria de Tesoros” fue seleccionada por la fundación Germán Sánchez Ruiperez como una de las cien obras de la Literatura española del siglo XX.

## Obra literaria

### Como autor
- Uns i altres. (traducido al castellano y al inglés) publicado en noviembre de 2011.
- Amb aquest cel no es va enlloc. (publicado en catalán en 1986 por Publicaciones Abadía Montserrat, S.A.)
- La bruixa endreçada. (publicado en catalán en 2002 por La Galera,S.A.U)
- La bruixa neta. (traducido al castellano, publicado en 1996 por Ediciones Bromera)
- Cadascú ja s’ho sap. (traducido al castellano e inglés, publicado en el 2012 por Rius Ortigosa, Josep Maria)
- En Joan de dalt del sol. (publicado en 1981 por Edipresse Hymsa, S.A.)
- Erlojudum Dorrea. (traducido al castellano, publicado en 1983 por Editorial Argos Vergara, S.A.)
- Erraldoirik altuena. (traducido al castellano, publicado en 1982 por Editorial Argos Vergara, S.A.)
- La escoba embrujada. (publicado en 1989 por Ediciones Alfaguara)
- Feria de tesoros. (publicado en 1987 por Ediciones SM)
- El gegan mes alt (traducido al castellano)
- El gegan mes alt juga a pilota (traducido al castellano)
- Historias de andar por casa. (publicado en 1990 por Ediciones SM)
- El maquinista del sol. (publicado en 1981 por Edipresse Hymsa, S.A.)
- El último pirata. (publicado en 1989 por Ediciones Alfaguara)
- Los piratas en casa. (publicado en 1985 por Editorial Teide, S.A.)
- Una roda curiosa. (traducido al castellano, publicado en 1988 por Ediciones SM)
- Joma. Obres completes i altres dibuixos.
- Nord-sud. (traducido al castellano y al inglés, publicado en 2011 por Rius Ortigosa, Josep María)
- Un viaje fantástico. (publicado en 1991 por Ediciones SM, colección “El barco de vapor, series blanca,39”)
- Clau de pas (traducido al castellano, catalán e inglés, publicado en 2004 por Fundación Aqbar)
- Digauderik handiena pilotan. (traducido al castellano, publicado en 1984 por Editorial Argos Vergara, S.A.)

### Como ilustrador
- El cant dels ocells. Escrito por Oriol Vergés y publicado en 2004 por La Galera S.A.
- Contes multimedia: El gegant del pi. Escrito por Valeri Ferret y Maria Eulalia, publicado en 2001 por La Galera, S.A.
- Contes multimedia: La ratera que excombrava l’escaleta. Publicado en 1994 por La Galera, S.A.U.
- Los crecientes dolores de Adrian Mole. Escrito por Sue Twonsend y publicado en 2002 por Ediciones Destino, S.A.
- El diario secreto de Adrian Mole. Escrito por Sue Twonsend y publicado en 2002 por Ediciones Destino, S.A.
- En Joanet de les tres bosses de diners. Escrito por Jordi Jané y pblicado en 1988 por La Galera, S.A.U
- Juanote y las tres bolsas de oro. Escrito por Jordi Jané, publicado en 1984 por La Galera,S.A.
- La flauta mágica. Escrito por Joan de Déu Prats i Pijoan, publicado en 2000 por Edicions Hipotesi, S.L.
- Les millors rondalles dels germans Grimm. Traducido al castellano, publicado en 2007 por Combel Editorial, S.A.
- Els nens voladors. Escrito por Pere Calders, traducido al castellano y publicado en 1991 por Ediciones Toray, S.A.
- L’ávia Pepa fa endreça. Escrito por Esther Prim Bailló, publicado en catalán en 1996 por Publicacions Abadía Montserrat, S.A.
- L’ávida Pepa i el circ de confitura. Escrito por Esther Prim Bailló, publicado en catalán en 1994 por Publicacions Abadía Montserrat, S.A.
- L’ávida Pepa i el cocodril que voila ser tren. Escrito por Esther Prim Bailló, publicado en catalán en 1989 por Publicacions Abadía Montserrat, S.A.
- L’ávida Pepa i el refredat. Escrito por Esther Prim Bailló, publicado en catalán en 1996 por Publicacions Abadía Montserrat, S.A.
- L’ávida Pepa i en Fumera Escrito por Esther Prim Bailló, publicado en catalán en 1994 por Publicacions Abadía Montserrat, S.A.
- L’ávida çpepa se’n va. Escrito por Esther Prim Bailló, publicado en catalán en 1998 por Publicacions Abadía Montserrat, S.A.
- Contes del àvida Pepa. Escrito por Esther Prim Bailló y publicado en 1994 por Publicacions Abadía Montserrat, S.A.
- Las brujas de Negua. Escrito por Pep Coll y publicado en 1995 por La Galera S.A.U
- Les cabretes i el llop. Escrito por Valerie Ferret y María Eulàlia, publicado en el 2000 por La Galera S.A.U.
- Los cuadros del tiempo. Escrito por Antonio Jesús Gómez Montejano y publicado en 2000 por Editorial Casals, S.A.
- Le Patufet. Publicado en 2005 por La Galera, S.A.U.
- El dragón de site cabezas. Escrito por Mario Merlino, publicado en 1996 por La Galera, S.A.U.
- L’estrella que volia tenir cua (Escrito por Jaume Cela y publicado en 1991 por Publicacions Abadia Montserrat, S.A.
- El zapatero y el demonio. Publicado en 1997 por La Galera, S.A.